# Galearis tschiliensis
Galearis tschiliensis är en orkidéart som först beskrevs av Rudolf Schlechter, och fick sitt nu gällande namn av P.J.Cribb, S.W.Gale och Richard M. Bateman. Galearis tschiliensis ingår i släktet Galearis och familjen orkidéer. Inga underarter finns listade i Catalogue of Life.